# Sint-Catharinakerk (Zevenbergen)
De St. Catharinakerk of Grote Kerk is een gotische kerk gelegen aan de Markt in Zevenbergen in Noord-Brabant. Ze was vóór de Reformatie gewijd aan de Heilige Catharina . De oudste delen zijn uit de 14e eeuw.
De kerk bestaat uit een driebeukig schip, een dwarspand, een rechtgesloten koor en aan de westzijde van het noorderdwarspand de Joris-kapel. Het schip dateert van omstreeks 1400 toen ook het koor verhoogd werd. De kerk kreeg zijn huidige vorm na een ingrijpende verbouwing in de jaren 1541-1546. De toren kreeg in 1766 een nieuwe houten bekroning naar ontwerp van Philip Willem Schonck. Het Flentrop-orgel werd gebouwd in 1954-1955 door D.A. Flentrop te Zaandam en heeft 3 manualen en een vrij pedaal. De Grote Klok, ook wel Maria Klok genoemd, dateert uit 1450 en is ruim 700 kilo zwaar. In de kerk bevinden zich 19 grafstenen.
Er is een praalgraf van Jan van Ligne, graaf van Arenberg, heer van Zevenbergen. Hij sneuvelde in de Slag bij Heiligerlee (1568) waar hij vocht voor Filips II van Spanje. Zijn stoffelijk overschot werd in 1614 herbegraven in het familiegraf in de kloosterkerk van Edingen in Henegouwen.
De St. Catharinakerk is het enige monumentale gebouw dat, na de verwoestingen in Zevenbergen door oorlogshandelingen in 1940 en 1944, behouden is gebleven. Er was evenwel zware oorlogsschade aan de kerk, die tussen 1949 en 1953 is gerepareerd. De toren was vlak voor de bevrijding opgeblazen maar is in 1961 naar het oude uiterlijk geheel herbouwd.